# 南谷覺正
南谷 覺正（みなみたに あきまさ、1950年6月 - ）は、日本の文学研究者。群馬大学社会情報学部教授。山口県岩国市出身。専門は文学・文化論など。谷 阿休（たに あきゅう）の筆名で翻訳を行ったこともある。

## 来歴・人物
- 1950年　広島県尾道市に生まれる
- 1974年　ウィッテンベルグ大学留学
- 1976年　東京大学教養学部教養学科卒業
- 1978年　東京大学大学院人文科学研究科博士課程退学
- 1979年　東京大学教養学部助手
- 1982年　群馬大学教養部講師
- 1987年　群馬大学教養部助教授
- 1993年　群馬大学社会情報学部助教授
- 2000年　群馬大学社会情報学部教授

## 研究テーマ
- 英語・英文学
- 比較文学
- 情報文化論